# Mammoth WVH (Album)
Mammoth WVH ist das erste Studioalbum des US-amerikanischen Musikers Wolfgang Van Halen, welches unter dem Namen Mammoth WVH erschien. Das Album wurde am 11. Juni 2021 über das Label EX1 veröffentlicht. Die Single Distance wurden bei den Grammy Awards 2022 in der Kategorie Best Rock Song nominiert.

## Entstehung
Bereits im Jahre 2013 begann der Multiinstrumentalist Wolfgang Van Halen damit, erste Songideen für ein Soloalbum zu sammeln. Zwei Jahre später begann er, gemeinsam mit dem Produzenten Michael Baskette diese Lieder aufzunehmen. Dieser Prozess zog sich über eine längere Zeit, da Wolfgang Van Halen zwischenzeitlich in der Band seines Vaters Van Halen bzw. bei Tremonti aktiv war. Wolfgang Van Halen verfolgte von Anfang an den Plan, das Album komplett selbst zu schreiben und einzuspielen.

„Ich bin großer Fan der Do-it-yourself-Attitüde eines Dave Grohl, der genau auf diese Art und Weise die Karriere der Foo Fighters startete.“

Aufgenommen wurde das Album in den 5150 Studios in Los Angeles. Wolfgang Van Halen verwendete für die Soli der Lieder Mammoth und Feel die ikonische Frankenstrat-Gitarre seines Vaters. Bei dem Lied Mr. Ed verwendete Wolfgang Van Halen einen Electro-Harmonix-Synthesizer, den sein Vater im Jahre 1981 für das Van-Halen-Lied Sunday Afternoon in the Park verwendete. Gegen Ende 2018 waren die Aufnahmen abgeschlossen und etwa 30 Lieder waren aufgenommen. Von diesen 30 Liedern landeten schließlich 14 auf dem Album. Zeitgleich mit dem Ende der Aufnahmen verschlechterte sich der Gesundheitszustand von Wolfgang Van Halens Vater Eddie Van Halen, so dass er die Musik erst einmal zurückstellte. Sein Vater konnte noch vor seinem Tod das komplette Album hören.
Für die Lieder Distance,Don’t Back Down und Epiphany wurden Musikvideos gedreht. Für das Albumcover wurde ein Ölgemälde von John Brosio verwendet. Es trägt den Titel Fatigue 2 und wurde im Jahre 2009 auf Canvas gemalt. Die japanische Version des Albums enthält als Bonustrack das Lied Talk & Walk.

## Hintergrund
Das Albumcover zeigt einen riesigen Krebs vor einem Parkplatz, der mit seinem Schneidearm ein Auto zermalmt. Laut Wolfgang Van Halen würde das Bild den Begriff Mammut in einer lustigen und kreativen Art und Weise umschreiben. Außerdem ging es ihm um die Assoziationen, die mit dem Motiv verbunden sind. Das Tier stellt etwas großes und gefährliches dar. Das Albumcover erinnere ihn an die Arbeiten der britischen Agentur Hipgnosis.
Wolfgang Van Halen beschrieb Don’t Back Down als ein Kampflied, wenn man „mit seiner Mannschaft das gegnerische Team dezimieren will“. Das Quasi-Titellied Mammoth befasst sich mit Angst und Depression. Für Wolfgang Van Halen war das Lied eine Art Mantra um „sich selbst davon zu überzeugen, mit der Arbeit weiterzumachen“. Da das Lied den Kern des Sounds auf dem Album darstellt ist ihm der Titel sehr wichtig. Think It Over handelt von einer Person, die in Nostalgie gefangen ist und dessen Leben von ihr kontrolliert wird. Diese Person ist nicht in der Lage, nach vorne zu gehen.
Das Lied You’re to Blame ist auf alle Personen gemünzt, die Wolfgang Van Halen in der Vergangenheit verletzt bzw. Leid zugefügt haben. Das Lied Feel ist in Wolfgang Van Halens eigenen Unsicherheit verwurzelt. Er habe „immer das Gefühl, dass irgendetwas falsch läuft oder das er etwas falsch macht und dass alles seiner Fehler sind“. Das abschließende Lied Distance entstand zwischen 2013 und 2015, in dem sich der Gesundheitszustand seines Vaters verschlechterte. Wolfgang Van Halen stellte sich vor, wie es sein würde, wenn sein Vater nicht mehr da wäre.

„Meine Gedanken zu ordnen und auszuformulieren sorgte sogar dafür, dass ich besser mit der Situation umgehen konnte. Ich wusste eben: Er wird immer bei mir sein, und ich werde immer bei ihm sein, egal was passiert.“

Die Einnahmen aus der Single Distance gehen an die Wohltätigkeitsorganisation Mr. Holland’s Opus, die musikalische Bildungsprogramme für Schulen finanziert.

## Rezeption

### Rezensionen
Frank Thiessies vom deutschen Magazin Metal Hammer zollte Respekt für „eine überzeugende Darbietung sowie das abwechslungsreiche, aber genauso kohäsive, gute und stets eingängige Song-Material“ auf dem Album und vergab 5,5 von sieben Punkten. Marcel Anders vom deutschen Magazin Rock Hard schrieb, dass Wolfgang Van Halen „kein Mozart der Rockmusik“ ist, aber „ein spannendes Wechselspiel der Stimmungen beherrscht“. Für ein „überzeugendes Debüt“ vergab Anders 7.5 von zehn Punkten. Walter Scheurer vom deutschen Onlinemagazin Powermetal.de hingegen merkte an, dass der „Grund-Groove“ des Schlagzeugs in „nahezu allen Lieder ähnlich angelegt wäre“ und dass ein erfahrener Songwriter Wolfgang Van Halen den Tipp gegeben hätte, „nicht allzu sparsam mit Hooks umzugehen“. Für ein Album, bei dem „sicher mehr herauszuholen gewesen wäre“, vergab Scheurer 6,5 von zehn Punkten.

### Charts und Chartplatzierungen
| ChartsChartplatzierungen            | Höchstplatzierung | Wochen |
| ----------------------------------- | ----------------- | ------ |
| Schweiz (IFPI)                      | 18 (3 Wo.)        | 3      |
| Vereinigte Staaten (Billboard)      | 12 (1 Wo.)        | 1      |
| Vereinigte Staaten (Billboard Rock) | 1 (… Wo.)         | …      |

In der ersten Woche nach der Veröffentlichung wurden in den Vereinigten Staaten rund 31.000 Album-äquivalenten Einheiten verkauft, wovon 30.000 reine Albumverkäufe waren. Darüber hinaus erreichte das Album Platz eins der Top Rock Albums und die Singles Distance und Don’t Back Down jeweils Platz eins der Billboard Mainstream Rock Songs.

### Bestenlisten
| Publikation  | Liste                                          | Platz |
| ------------ | ---------------------------------------------- | ----- |
| Consequence  | Top 30 Metal & Hard Rock Albums of 2021        | 17    |
| Consequence  | Top 30 Metal & Hard Rock Songs of 2021 (Stone) | 7     |
| Guitar World | The 10 best guitar solos of 2021 (Mr. Ed)      | 3     |

| Publikation  | Liste                                                | Platz |
| ------------ | ---------------------------------------------------- | ----- |
| Loudwire     | The 45 Best Rock + Metal Albums of 2021              | 28    |
| Loudwire     | The 35 Best Rock Songs of 2021 (Don’t Back Down)     | 15    |
| Metal Hammer | Album des Jahres in den Genres Alternative Rock/Punk | 1     |

### Musikpreise
Das Lied Distance wurde bei dem Grammy Awards 2022 in der Kategorie Best Rock Song nominiert. Der Preis ging jedoch an die Foo Fighters für ihr Lied Waiting on a War.

## Wiederveröffentlichung
Für den 11. November 2022 wurde eine „Digital Deluxe Edition“ des Albums angekündigt, die gegenüber der ursprünglichen Veröffentlichung drei Bonustitel enthält. Der Titel Talk & Walk wurde bislang nur auf der japanischen Version des Albums veröffentlicht und war außerhalb Japans bislang nicht erhältlich. Die Band spielte das Lied auf ihren Tourneen. Dazu kommen die beiden bislang unveröffentlichten Titel As Long as You’re Not You sowie Goodbye, die beide für das Album geschrieben aber nicht verwendet wurden.